# Casa del Balilla (Massa)

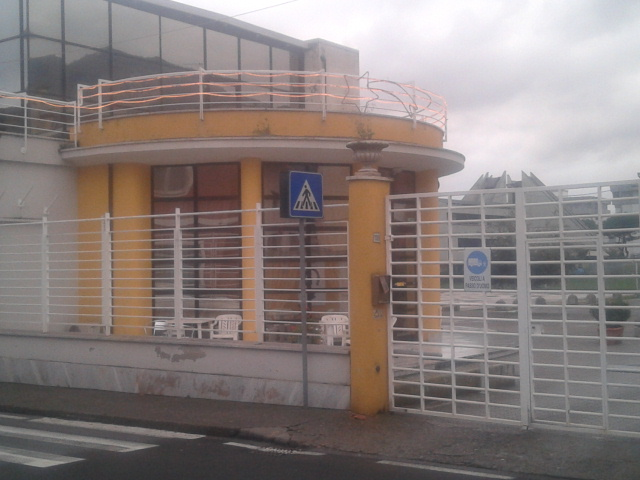
Particolare dell'ingresso

L'ex Casa del Balilla è situata in via Marina Vecchia, 118 a Massa.

## Storia
L'edificio venne realizzato su progetto dell'ing. Emanuele Filiberto Paolini nel 1931 come Casa del Balilla, per le attività ginniche e per servizio del retrostante campo sportivo.
Inizialmente di proprietà dell'Opera nazionale Balilla, passò poi di proprietà all'E.D.O.R.C. (Ente Diocesano per Opere di Religione e di Culto) della diocesi di Massa con il nome di Centro Dina delle Piane, gestito dal Centro Sportivo Italiano.
Dopo alcuni anni di abbandono, tra il 1990 e il 1996 l'edificio è stato oggetto di una totale ristrutturazione con l'aggiunta di un nuovo volume al primo piano, curata dall'arch. P. Pavoni di Massa. Attualmente denominata Centro Giovanile Massa "S. Carlo Borromeo", vi ha sede il centro giovanile di Massa gestito dal Centro Sportivo Italiano - comitato provinciale di Massa Carrara e dall'Azione Cattolica Italiana - diocesi di Massa Carrara Pontremoli. Pur mantenendo le attività sportive, il profilo attuale è di un centro di aggregazione per attività giovanili.

## Descrizione

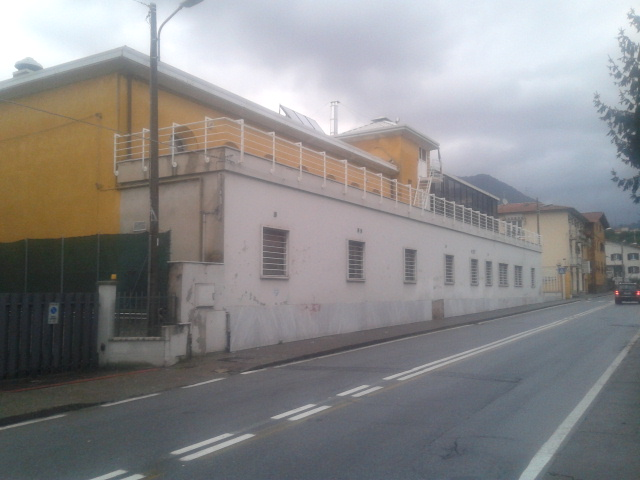
Veduta dalla strada

L'edificio sorge appena fuori dal centro cittadino, lungo la trafficata via Marina Vecchia di collegamento tra l'abitato di Massa e la Marina. 

### Esterno
Elevata su due piani fuori terra con copertura piana, l'ex Casa del Balilla risulta all'esterno una movimentata aggregazione di volumi ben distinti in base alle loro funzioni. 
Al lungo volume parallelepipedo principale si attacca a mo' di prua il corpo semicircolare dell'atrio di ingresso, elevato di un solo piano e coronato da una cornice fortemente aggettante.
Rispetto alla volumetria originaria, il corpo parallelepipedo risulta ampliato al pian terreno sul lato lungo strada dall'aggiunta di un ulteriore stretto volume che, riconoscibile all'esterno per il diverso colore del paramento - dipinto in grigio invece che in giallo (colore dato ai volumi originali) - presenta una fila regolare di bucature quadrate incorniciate in marmo bianco e una zoccolatura di base anch'essa in marmo.
Verso l'interno il nuovo ampliamento si eleva invece su due piani, costituendo al piano primo la parete in muratura del nuovo volume vetrato, saldato alla retrostante "torretta" della centrale termica a sua volta agganciata al doppio volume della palestra.
Quest'ultima, conservata nella sua volumetria originaria, si apre con altissime vetrate ad arco verso l'ex campo sportivo e con le originali bucature circolari all'altezza del primo piano sulla terrazza verso la strada. 

### Interno
L'ingresso principale avviene dall'ambiente circolare di testa che, originariamente destinata a sala riunioni, ospita attualmente il bar del Circolo e comunica con la saletta della direzione. 
Sul retro del bar si eleva la scala di collegamento con il piano superiore e si aprono un vasto ambiente per attività ricreative e un lungo corridoio di collegamento con la zona servizi e la palestra.
Al primo piano è stato recentemente realizzato un nuovo volume polifunzionale in struttura metallica interamente vetrato, con copertura piana sorretta da travatura reticolare. 
Sul lato lungo la strada e sul davanti della nuova sala, si estende una terrazza praticabile dotata di una balaustra metallica.

## Fortuna critica
L'architettura dell'edificio, considerata all'epoca "semplice e leggiadra" e ben armonizzata nell'ambiente "agreste" che allora la circondava, viene attualmente letta come "tipica del periodo" ma composta e formalmente equilibrata prima degli "incongrui" interventi di ampliamento.